# Haines (Oregon)
Haines – miasto w Stanach Zjednoczonych, we wschodniej części stanu Oregon, w hrabstwie Baker.